# Gerard Jimmink
Gerard Jimmink is een Nederlands voormalig motorcrosser uit Kolhorn (provincie Noord-Holland).
Hij is achtvoudig endurokampioen van Nederland en is vier keer gestart in Parijs-Dakar, waarvan hij er twee heeft uitgereden op de motor (1995 en 1996) en in 1995 in een truck. In 1996 werd hij in Parijs-Dakar vierde, de beste Nederlandse prestatie op de motor tot 2006.
Voor het seizoen 1993 werd hem door de KNMV de Hans de Beaufort-beker toegekend.